# Skąpe (gmina)
Pour les articles homonymes, voir Skąpe.
Skąpe est une gmina rurale (gmina wiejska) de la powiat de Świebodzin, dans la Voïvodie de Lubusz, dans l'ouest de la Pologne.
Son siège administratif (chef-lieu) est le village de Skąpe, qui se situe environ 13 kilomètres au sud-ouest de Świebodzin (siège de la powiat), 24 kilomètres au nord de Zielona Góra (siège de la diétine régionale), et 67 kilomètres au sud de Gorzów Wielkopolski (capitale de la voïvodie).
La gmina couvre une superficie de 181,28 kilomètres carrés pour une population de 5 414 habitants en 2004.

## Histoire
De 1975 à 1998, la gmina est attachée administrativement à la voïvodie de Zielona Góra.

Depuis 1999, elle fait partie de la voïvodie de Lubusz.

## Géographie
La gmina inclut les villages et localités de :

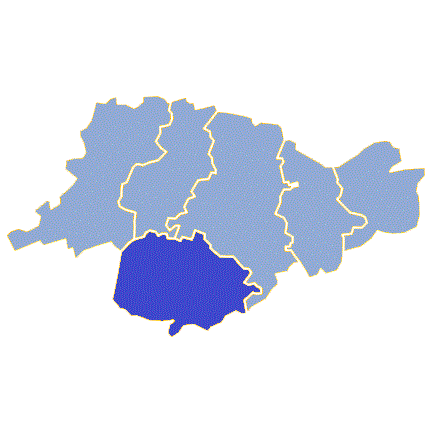
Plan de la gmina

- Błonie
- Cibórz
- Cząbry
- Darnawa
- Kalinowo
- Kaliszkowice
- Łąkie
- Międzylesie
- Niekarzyn
- Niesulice
- Ołobok
- Pałck
- Podła Góra
- Przetocznica
- Przetocznicki Młyn
- Radoszyn
- Rokitnica
- Skąpe
- Węgrzynice
- Zawisze
- Złoty Potok

### Gminy voisines
La gmina de Skąpe est voisine des gminy suivantes :
- Bytnica
- Czerwieńsk
- Łagów
- Lubrza
- Sulechów
- Świebodzin

## Structure du terrain
D'après les données de 2002, la superficie de la commune de Skąpe est de 181,28 kilomètres carrés, répartis comme telle :
- terres agricoles : 44%
- forêts : 48%

La commune représente 19,34% de la superficie du powiat.

## Démographie
Données du 31 décembre 2008:
| Description        | Total  | Total | Femmes | Femmes | Hommes | Hommes |
| ------------------ | ------ | ----- | ------ | ------ | ------ | ------ |
| Unité              | Nombre | %     | Nombre | %      | Nombre | %      |
| Population         | 5 511  | 100   | 2 775  | 50,4   | 2 736  | 49,6   |
| Densité (hab./km²) | 30,4   | 30,4  | 15,3   | 15,3   | 15,1   | 15,1   |